# Malattia di Reichmann
La malattia di Reichmann (chiamata anche gastrosuccorrea, dal lingua greca γαστήρ "ventre" o "stomaco", dal latino sucus "succo" e dal greco ῥέρ "scorro") è una patologia nevrotica che comporta la continua ed abbondante secrezione di succo gastrico, in particolare dell'acido cloridrico, nello stomaco sia durante il pasto che a digiuno. Prende il nome dal medico polacco Nikolaus Reichmann (Varsavia 1851 - Varsavia 1918) che la descrisse in un trattato nel 1890.
I sintomi della condizione sono: pirosi, cefalea, vertigini, vomito mattutino e a digiuno di un liquido torbido e acido, senso di bruciore e di pesantezza all'epigastrio.
Il trattamento consiste nell'assunzione di elementi alcalino in grado di ridurre l'acidità dello stomaco (come il carbonato di calcio o l'ossido di magnesio) e mantenere una dieta atta ad evitare i cibi irritanti per la mucosa gastrica (come gli alimenti molto salati, acidi, le bevande alcoliche, il caffè).